# Frauenbreitungen
Frauenbreitungen ist ein Ortsteil der Gemeinde Breitungen/Werra im Landkreis Schmalkalden-Meiningen in Thüringen.

## Lage
Frauenbreitungen liegt an der Westseite des Ufers der Werra. Die Bundesstraße 19 erfasst das Gebiet verkehrsmäßig.

## Geschichte
Am 6. Oktober 1073 wurde Frauenbreitungen erstmals urkundlich erwähnt. Frauenbreitungen wurde als Königsbreitungen gegründet. Bereits 1150 gründete man ein Augustinerinnenkloster, das bis 1528 existierte. Das war der Grund der Umbenennung des Ortes auf den Namen, den es heute noch trägt. Frauenbreitungen war später Hauptort des Amts Frauenbreitungen und gehörte zur Grafschaft Henneberg und ab 1680 zum Herzogtum Sachsen-Meiningen. 1776 erhielt der Ort das Marktrecht.
Durch die Verordnung der Landesregierung und des Oberlandesgerichts vom 22. August 1827 wurde die Trennung von Verwaltung und Justiz in den Lokalbehörden im Meininger Unterland eingeführt. Die fünf unterländischen Ämter Wasungen, Sand, Frauenbreitungen, Altenstein und Salzungen wurden aufgelöst. Für die Verwaltung, für Polizei, Straßenbau, Militärwesen und Kommunalaufsicht wurde ein Kreisamt mit dem Sitz in Frauenbreitungen errichtet. Für die Verlegung des Verwaltungsmittelpunktes in diesen kleinen Ort sprach seine zentrale Lage. Im Rahmen der Neugestaltung des Herzogtums 1829 wurde das Kreisamt aufgelöst und in die beiden Verwaltungsämter Wasungen und Salzungen geteilt.
Frauenbreitungen war Ortsteil der Gemeinde Alten- und Frauenbreitungen.

## Persönlichkeiten
- Hermann Christof von Rußworm (1565–1605), kaiserlicher Feldmarschall und Geheimrat
- Rudolf von Ziller (1832–1912), Ökonom, Staatsminister und Oberbürgermeister der Stadt Meiningen